# Дебен (единица измерения)
Дебен — древнеегипетская единица измерения массы.

## Древнее и Среднее царство
В местах раскопок периода Древнего царства были найдены каменные гирьки массой примерно 13.6 грамма. Кроме того, в Лиште находили похожие гирьки периода Среднего царства. Со времен Среднего царства дебен использовали для измерения массы металлов. В ходу были золотой и медный дебен, который был примерно вдвое тяжелее золотого (около 23,7 грамм).

## Новое царство
Со времен Нового царства дебен стал равен примерно 91 грамму. Его делили на десять частей, называемых кидет (кит, кайт, кедет), или на двенадцать частей, именуемых египтологами шати («кусочки»), массой 7,6 грамм каждый. Дебен часто использовался для обозначения ценности товаров, путём сравнения их ценности с массой того или иного металла — в основном, серебра или меди.

## Прообраз денег
Высказывалось мнение, что кусочки металла массой в дебен хранились в коробках, брались с собой на рынок и использовались в качестве меры обмена. Однако археологи не смогли найти стандартизованных кусочков драгоценных металлов, которые могли бы подтвердить эту теорию.
С другой стороны, есть документальные подтверждения тому, что дебен служил величиной для сравнения ценности товаров. Во времена XIX династии рабыня, оценённая в четыре дебена и один серебряный кидет, была куплена за аналогичные по ценности товары: 6 бронзовых сосудов, 10 медных дебенов, 15 льняных одеяний, покрывало, одеяло и горшок мёда.